# Роуз Фрідман
Ро́уз Фрі́дман (англ. Rose Director Friedman), до шлюбу — Роза Діректор; нар. грудень 1911 чи 1910, Старий Чорторийськ, Волинська область — пом. 18 серпня 2009) — американська економістка, співзасновниця EdChoice.

## Біографія
Брат — американський економіст Аарон Діректор.
Здобула ступінь бакалавра філософії в Чиказькому Університеті, де згодом продовжила навчання в галузі економіки.
Працювала в штаті Комітету Національних Ресурсів (Вашингтон), впливаючи на загальнонаціональні дослідження закупівель споживача; також у Федеральній Депозитній Страховій Корпорації.
Одружена з Мілтоном Фрідманом. У 1940 році разом з чоловіком переїхала до Вісконсину.